# Pallasekorre
Pallasekorre eller rödmagad trädekorre (Callosciurus erythraeus) är en däggdjursart som först beskrevs av Peter Simon Pallas 1779.  Callosciurus erythraeus ingår i släktet praktekorrar, och familjen ekorrar. IUCN kategoriserar arten globalt som livskraftig.
Inga underarter finns listade i Catalogue of Life. Wilson & Reeder (2005) skiljer mellan 26 underarter.

## Utseende
Pallasekorre har en olivgrön till brun päls på ovansidan och en rödaktig päls på undersidan. Pälsen på buken kan även vara något orange eller gul. Individerna når en kroppslängd (huvud och bål) av 20 till 24 cm och en svanslängd av 16 till 20 cm. Vikten varierar mellan 240 och 480 g. Tårna är utrustade med kraftiga klor som hjälper arten när den klättrar i träd eller när den gräver efter föda.

## Utbredning och habitat
Denna praktekorre förekommer i Sydostasien från Bhutan och sydöstra Kina till Malackahalvön och Vietnam. Arten finns även på Taiwan och Hainan. Den vistas i låglandet och i upp till 3000 meter höga bergstrakter. Som habitat föredras skogar men arten kan anpassa sig till öppna landskap med buskar.
Arten introducerades i Sydamerika, i Japan och i Europa (Frankrike och Nederländerna). Arten spred sig sedan från Nederländerna till Belgien.

## Ekologi
Pallasekorre lever vanligen ensam men reviren av olika individer överlappar varandra. När en hona blir parningsberedd skriker flera hanar som lever i regionen. Honan väljer en hane som följer honan några dagar. Efter parningen bygger honan sin bo där ungarna föds. Med människans vår kan arten leva 16 år.
Denna gnagare äter olika växtdelar som frön, ekollon, nötter, frukter och blad samt några insekter. I Asien ingår under vintern blommor i födan, till exempel av kameliasläktet (Camellia).